# 성산초등학교 보광분교
성산초등학교 보광분교는 대한민국 강원도 강릉시에 있었던 공립 초등학교이다. 1998년 폐교되었다.

## 연혁
- 1939년 7월 10일: 성산공립심상소학교 부설간이학교 설립
- 1950년 4월 1일: 보광국민학교로 교명 변경
- 1994년 3월 1일: 성산국민학교 보광분교장으로 개편
- 1998년 3월 1일: 폐교